# Candy Okutsu
Tomoko Okutsu (奥津 智子?, Okutsu Tomoko; Hiroshima, 16 gennaio 1975) è un'ex wrestler giapponese.
Conosciuta soprattutto con il ring name di Candy Okutsu  (キャンディー奥津?, Kyandī Okutsu), nel corso della sua carriera ha militato in promozioni quali All Japan Women's Pro-Wrestling, ARSION e JWP Joshi Puroresu. È nota anche per aver interpretato brevemente il personaggio di Tiger Dream  (タイガードリーム?, Taigā Dorīmu), la versione femminile di Tiger Mask.

## Carriera
Candy Okutsu compì il proprio esordio il 4 agosto 1992, all'età di diciassette anni, presso la JWP Joshi Puroresu. Nel corso della sua permanenza riuscì a conquistare due volte il titolo femminile juniores prima del ritiro nel 1997 a causa di un grave infortunio.
Fece il suo ritorno il 18 febbraio 1998 nella federazione ARSION. Poco tempo dopo intraprese la gimmick di Tiger Dream, la prima versione femminile di Tiger Mask. Si ritirò definitivamente dal mondo del wrestling il 5 gennaio 2001.

## Personaggio

### Mosse finali
- Tiger suplex – come Tiger Dream
- Tre moonsault in successione, uno per ciascuno dei tre tenditori in ordine crescente
- Rolling German suplex

## Titoli e riconoscimenti
- All Japan Women's Pro-Wrestling
  - AJW Junior Championship (1)
- ARSION
  - ARS Tournament winner (1998)[1][2]
  - ARSION Six Women Tag Team League (2000) - con Rie Tamada e GAMI[3]
- JWP Joshi Puroresu
  - JWP Junior Championship (2)